# 新比洛烏斯

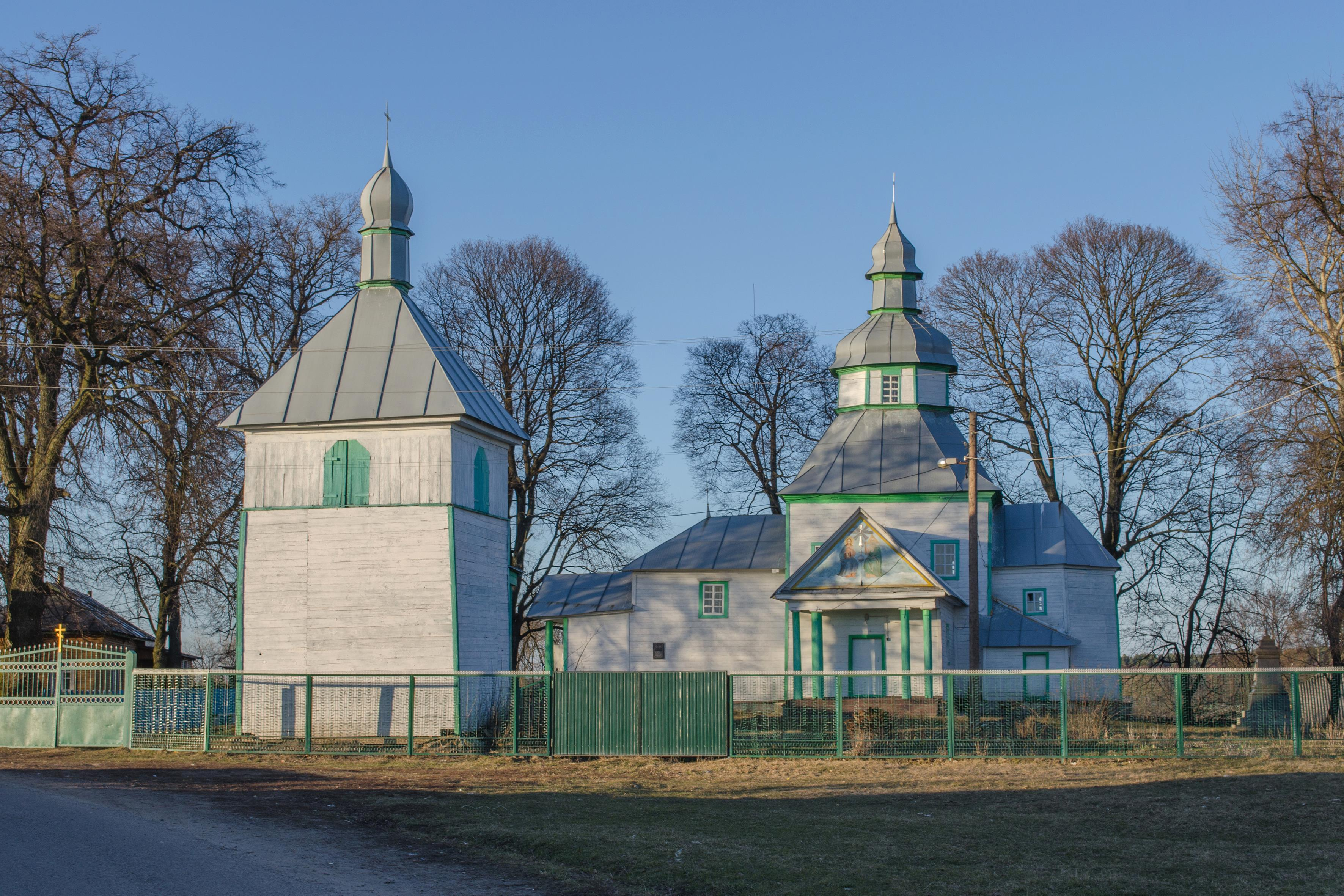
教堂

51°32′8″N 31°11′7″E / 51.53556°N 31.18528°E
新比洛烏斯（烏克蘭語：Новий Білоус），是烏克蘭北部切爾尼戈夫州切爾尼戈夫區新比洛乌斯市镇的村落及其行政中心。始建於1648年，面積0.15平方公里，海拔高度120米，2025年人口1,400，人口密度每平方公里9,293.3人。